# Liste de films français sortis en 1975
Listes de films français
- 1971
- 1972
- 1973
- 1974
- 1975
- 1976
- 1977
- 1978
- 1979

Liste non exhaustive de films français sortis en 1975

## 1975
| Titre                                                           | Réalisateur             | Distribution                                                                   |
| --------------------------------------------------------------- | ----------------------- | ------------------------------------------------------------------------------ |
| Adieu poulet                                                    | Pierre Granier-Deferre  | Lino Ventura, Patrick Dewaere, Victor Lanoux, Julien Guiomar                   |
| Aloïse                                                          | Liliane de Kermadec     | Isabelle Huppert, Delphine Seyrig, Marc Eyraud, Michael Lonsdale               |
| La Baby-Sitter                                                  | René Clément            | Maria Schneider, Sydne Rome, Vic Morrow                                        |
| Black Moon                                                      | Louis Malle             | Cathryn Harrison (en), Therese Giehse, Joe Dallesandro                         |
| Ce cher Victor                                                  | Robin Davis             | Bernard Blier, Jacques Dufilho, Alida Valli, Jacqueline Doyen                  |
| C'est pas parce qu'on a rien à dire qu'il faut fermer sa gueule | Jacques Besnard         | Bernard Blier                                                                  |
| La Chair de l'orchidée                                          | Patrice Chéreau         | Charlotte Rampling, Bruno Cremer, Edwige Feuillère, Signoret                   |
| Chobizenesse                                                    | Jean Yanne              | Yanne, Robert Hirsch, Catherine Rouvel, Georges Beller, Denise Gence           |
| La Course à l'échalote                                          | Claude Zidi             | Pierre Richard, Jane Birkin, Michel Aumont, Amadeus August                     |
| Cousin, Cousine                                                 | Jean-Charles Tacchella  | Victor Lanoux, Marie-Christine Barrault, Guy Marchand, Marie-France Pisier     |
| Dupont Lajoie                                                   | Yves Boisset            | Jean Carmet, Pierre Tornade, Ginette Garcin, Victor Lanoux, Pascale Roberts    |
| Le Futur aux trousses                                           | Dolorès Grassian        | Bernard Fresson, Andréa Ferréol, Claude Rich, Michel Aumont                    |
| Les Galettes de Pont-Aven                                       | Joël Séria              | Jean-Pierre Marielle, Bernard Fresson, Jeanne Goupil, Andréa Ferréol           |
| L'Histoire d'Adèle H.                                           | François Truffaut       | Isabelle Adjani, Bruce Robinson                                                |
| Histoire de Paul                                                | René Féret              | Paul Allio, Roland Amstutz, Pierre Ascaride, Jean Benguigui                    |
| L'Ibis rouge                                                    | Jean-Pierre Mocky       | Michel Serrault, Jean Le Poulain, Michel Simon, Evelyne Buyle                  |
| Il pleut toujours où c'est mouillé                              | Jean-Daniel Simon       | Sylvie Fennec, Jean Le Mouël, Richard Bohringer                                |
| L'important c'est d'aimer                                       | Andrzej Zulawski        | Romy Schneider, Jacques Dutronc, Fabio Testi,Claude Dauphin                    |
| India Song                                                      | Marguerite Duras        | Michael Lonsdale, Delphine Seyrig, Claude Mann, Mathieu Carrière               |
| Les Innocents aux mains sales                                   | Claude Chabrol          | Romy Schneider, Rod Steiger, Jean Rochefort                                    |
| Le Jeu avec le feu                                              | Alain Robbe-Grillet     | Jean-Louis Trintignant, Philippe Noiret, Anicée Alvina, Philippe Ogouz         |
| Maîtresse                                                       | Barbet Schroeder        | Bulle Ogier, Gérard Depardieu, André Rouyer                                    |
| Le Mâle du siècle                                               | Claude Berri            | Juliet Berto, Claude Berri, Hubert Deschamps, Yves Afonso                      |
| Le Malin Plaisir                                                | Bernard Toublanc-Michel | Jacques Weber, Claude Jade, Anny Duperey, Mary Marquet                         |
| La Papesse                                                      | Mario Mercier           | Lisa Livane, Erika Maaz, Jean-François Delacour, Mathias von Huppert, Géziale  |
| Une partie de plaisir                                           | Claude Chabrol          | Paul Gégauff, Danièle Gégauff, Cécile Vassort, Pierre Santini                  |
| Pas de problème !                                               | Georges Lautner         | Miou-Miou, Jean Lefebvre, Bernard Menez, Henri Guybet, Anny Duperey            |
| Paulina s'en va                                                 | André Téchiné           | Bulle Ogier, Yves Beneyton, Michèle Moretti, André Julien, Marie-France Pisier |
| Peur sur la ville                                               | Henri Verneuil          | Jean-Paul Belmondo, Adalberto Maria Merli, Charles Denner, Jean Martin         |
| Que la fête commence                                            | Bertrand Tavernier      | Philippe Noiret, Jean Rochefort, Jean-Pierre Marielle, Marina Vlady            |
| Le Sauvage                                                      | Jean-Paul Rappeneau     | Yves Montand, Catherine Deneuve, Luigi Vannucchi                               |
| Souvenirs d'en France                                           | André Téchiné           | Jeanne Moreau, Michel Auclair, Claude Mann, Marie-France Pisier                |
| La Traque                                                       | Serge Leroy             | Mimsy Farmer, Jean-Pierre Marielle, Michael Lonsdale, Philippe Léotard         |
| Trop c'est trop                                                 | Didier Kaminka          | Kaminka, Georges Beller, Philippe Ogouz, Claude Jade, Chantal Goya             |
| Le Vieux Fusil                                                  | Robert Enrico           | Philippe Noiret, Romy Schneider                                                |